# Shō Hashi
Shō Hashi (尚巴志) (1371–1439, r. 1422–1439) est le premier souverain du royaume de Ryūkyū (actuelle préfecture d'Okinawa), au Japon. Il unit les trois royaumes de Chūzan, Hokuzan et Nanzan par la conquête. Son nom en  japonais est « Shō Hashi »; en chinois, son nom est Shang Bazhi.

## Biographie
En tant que seigneur (aji) de Soshiki Mairi, il est considéré comme un administrateur apprécié dans ses propres terres, qui augmentent en importance au début du XVe siècle. Il mène une petite rébellion contre le seigneur de district d'Azato en 1402. Hashi renverse ensuite le roi Bunei de Chūzan en 1404 et place son père Shō Shishō sur le trône.
Même avec son père comme roi, Hashi dispose d'un réel pouvoir politique et organise des ambassades à Nankin pour assurer la Chine, dont le royaume de Ryūkyū est tributaire, de la coopération et de l'amitié continues de son royaume. Il réorganise également la plupart des organes administratifs du royaume afin de mieux s'adapter aux modèles chinois. Les habitants de Chūzan adoptent aussi rapidement de nombreux éléments de la culture chinoise et commencent à être reconnus comme « civilisés », au moins un peu plus que précédemment, par les Chinois. Hashi supervise également l'expansion et l'embellissement du château de Shuri et le placement de marqueurs de distance dans tout le pays, indiquant la distance à Shuri.
Pendant ce temps, bien que Hokuzan, le royaume voisin au nord, ne possède aucun avantage en termes économiques ou d'influence politique sur Chūzan, Hashi perçoit son château capitale de Nakijin gusuku comme une menace militaire. Lorsque l'occasion se présente en 1419, après que trois aji d'Hokuzan (seigneurs locaux) se soient ralliés à lui, Hashi conduit l'armée de son père et conquiert Nakijin à la suite d'une rapide série d'attaques. Le roi de Hokuzan et ses plus proches vassaux se suicident après une résistance acharnée. Un an après la mort de son père en 1421, Hashi demande la reconnaissance officielle et l'investiture de la cour impériale chinoise et les reçoit en temps et lieu. Il est intéressant de noter que, malgré l'indépendance nominale de Ryūkyū, cette pratique se poursuit jusqu'au XIXe siècle. La cour lui accorde le nom de famille Shang (Shō en japonais), enregistre un nouveau titre dans ses annales : Liuqiu Wang (琉球王, japonais : Ryūkyū-Ō, roi de Ryūkyū), et renvoie l'émissaire de Hashi avec une robe de cérémonie de dragon et une tablette en  laque portant le mot Chūzan. Cette tablette de Chūzan est ensuite exposée à l'extérieur du château de Shuri où elle demeure jusqu'au XXe siècle.
En succédant à son père comme roi de Chūzan en 1422 et en nommant son frère cadet préfet de Hokuzan, il prend Shimajiri Osato, capitale de Nanzan, en 1429, du pouvoir de Taromai. Ayant ainsi unifié l'île d'Okinawa, il fonde le royaume de Ryūkyū et la dynastie Shō.
Jusqu'alors, les trois royaumes fonctionnent sur un très simple modèle féodal : Les paysans sont des agriculteurs de subsistance qui payent les taxes à leur aji local et effectuent d'autres travaux et services pour lui. Le aji à son tour est redevable de taxes et services au souverain de son royaume (hypothétiquement un roi, mais appelé un prince dans de nombreux textes de langue anglaise sur le sujet). Shō Hashi n'apporte pas de changements majeurs à ce système mais au contraire le renforce dans le cadre de ses efforts d'unification; Les aji doivent faire allégeance à son gouvernement royal à Shuri plutôt que de devenir des rebelles sans seigneur ou assimilés après la défaite et l'absorption de leur royaume. Hashi supervise également une expansion significative des échanges, en particulier avec la Chine, et organise des ambassades vers d'autres pays asiatiques. Les documents qui nous sont parvenus détaillent un certain nombre de missions à Ayutthaya, capitale du Siam à l'époque, afin de résoudre des questions commerciales. Reconnaissant l'importance du commerce pour la prospérité de Ryūkyū, Shō Hashi l'encourage fortement et ordonne même qu'une cloche soit fondue et installée au château de Shuri, sur laquelle est inscrit « Les navires sont des moyens de communication avec toutes les nations, et le pays est plein de produits rares et de trésors précieux ».
Grâce à ce commerce, aux relations diplomatiques amicales et à l'organisation et l'unité globales créées par Shō Hashi, les Ryūkyū absorbent une grande partie des influences étrangères qui en viennent à définir sa culture. Quelques exemples comprennent les robes de cérémonie chinoises portées par les rois et les hauts fonctionnaires lors des rencontres avec des responsables chinois, la coutume d'inspiration japonaise des membres de l'aristocratie de la société de porter deux épées, et la fusion d'éléments de musique et de danse japonaises, chinoises et d'Asie du Sud.
Shō Hashi meurt en 1439 à l'âge de 68 ans, ayant unifié Ryūkyū et établi l'endroit comme un pouvoir régional petit mais reconnu. À sa mort, la cour nomme son second fils, Shō Chū, pour successeur, et envoie des émissaires à la cour de Chine pour demander l'investiture, au shogun à Kyoto et aux cours d'un certain nombre d'autres royaumes comme missions diplomatiques.

## Sources
- Frédéric, Louis (2002). Japan Encyclopedia. Cambridge: Harvard University Press.  (ISBN 0-674-01753-6 et 978-0-674-01753-5); OCLC 48943301
- Kerr, George H. and Mitsugu Sakihara. (2000). Okinawa, the History of an Island People: The History of an Island People. Tokyo: Tuttle Publishing.  (ISBN 0-8048-2087-2 et 978-0-8048-2087-5)
- Smits, Gregory (1999). Visions of Ryukyu: Identity and Ideology in Early-Modern Thought and Politics. Honolulu: University of Hawai'i Press].  (ISBN 0-8248-2037-1 et 978-0-8248-2037-4); OCLC 39633631